# Hyacinthus
Hyacinthus Tourn. ex L. è un genere di piante della famiglia delle Asparagacee, originario del Mediterraneo Orientale, dell'Asia minore e delle regioni tropicali africane.
Il nome del genere deriva dal personaggio mitologico Giacinto, il ragazzo amato dal dio Apollo e successivamente ucciso per dispetto dal dio Zefiro.

## Descrizione
Comprende specie bulbose con numerose varietà dalle ricche infiorescenze coloratissime e profumate, presenta un bulbo arrotondato, tunicato, che produce pochi bulbetti; tra le specie coltivate e in parte inselvatichite ricordiamo Hyacinthus orientalis dalle foglie nastriformi con i fiori riuniti in un unico racemo, con colori vari, dal ceruleo, azzurro-cupo, al bianco, roseo o giallo.

## Tassonomia
Il genere Hyacinthus comprende le seguenti specie:
- Hyacinthus litwinowii Czerniak.
- Hyacinthus orientalis L.
- Hyacinthus transcaspicus Litv.

## Coltivazione

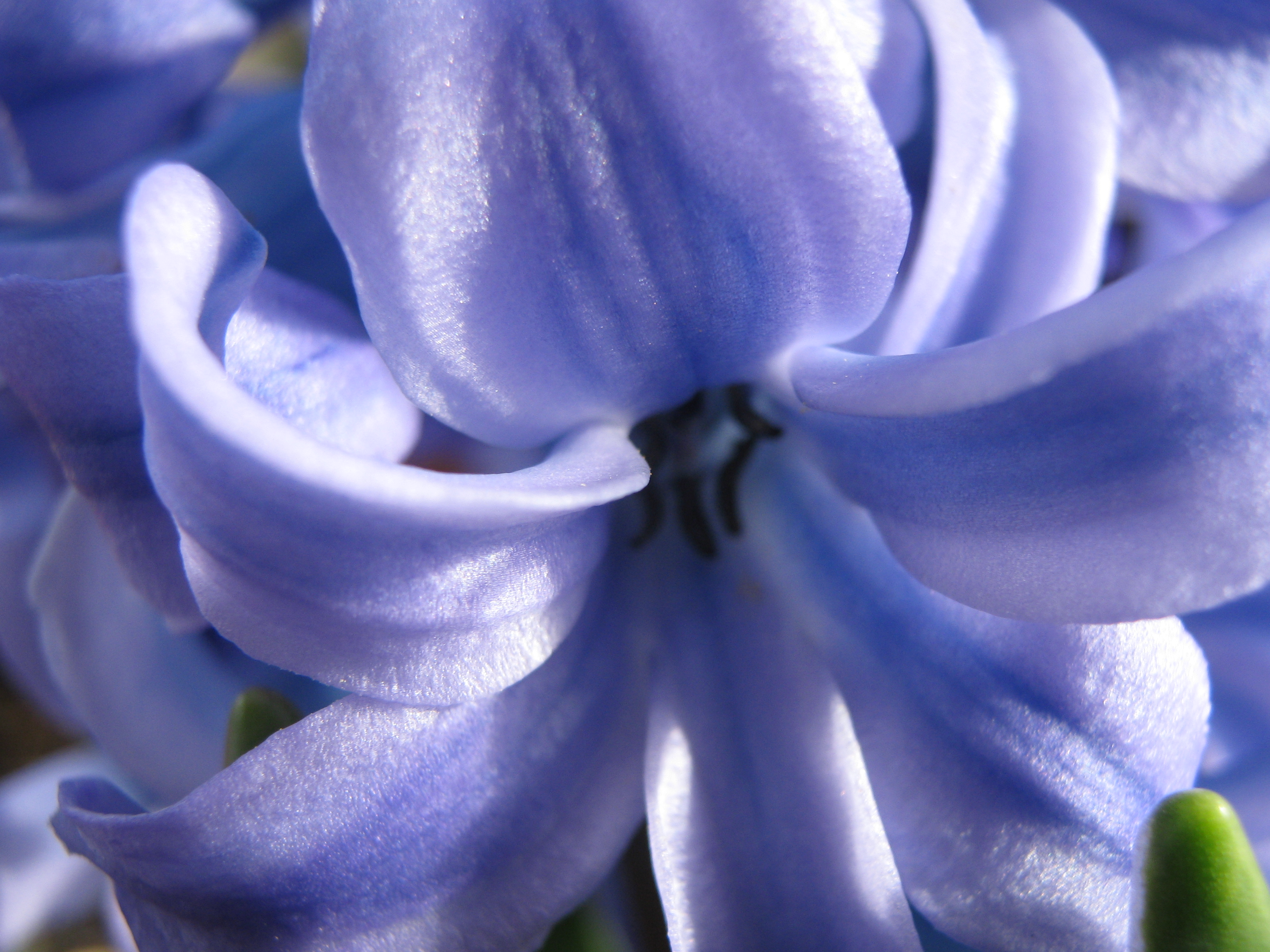
Hyacinthus orientalis

In floricoltura, per motivi pratici, si distinguono i giacinti in diversi gruppi:
- Giacinto romano: con il bulbo ricoperto da una pellicola bianca, ha due-tre fusti per bulbo, con foglie piccole lineari e fiori bianco-verdastri campanulati, molto profumati, precoce, si presta alla forzatura
- Giacinto italiano: con cultivar a fiore bianco, lilla o violaceo, e con il bulbo ricoperto da una pellicola violacea, semi-tardivo
- Giacinto olandese: ibridi derivati da Hyacinthus orientalis a fiori grandi riuniti fittamente in una infiorescenza, semplici o doppi, dai vari colori, tardivo

La coltivazione del giacinto richiede terreno di medio impasto, misto a sabbia, ricco di humus, fresco, ben concimato e lavorato in profondità; nella coltivazione in vaso per la forzatura si usa terriccio composto per metà da terra argillo-silicea, un quinto di sabbia e il resto terricciato maturo di letame, con temperature intorno ai 13-14 °C in assenza di luce fino alla fioritura e poi a 17 °C in piena luce.
La moltiplicazione avviene per mezzo di bulbilli.

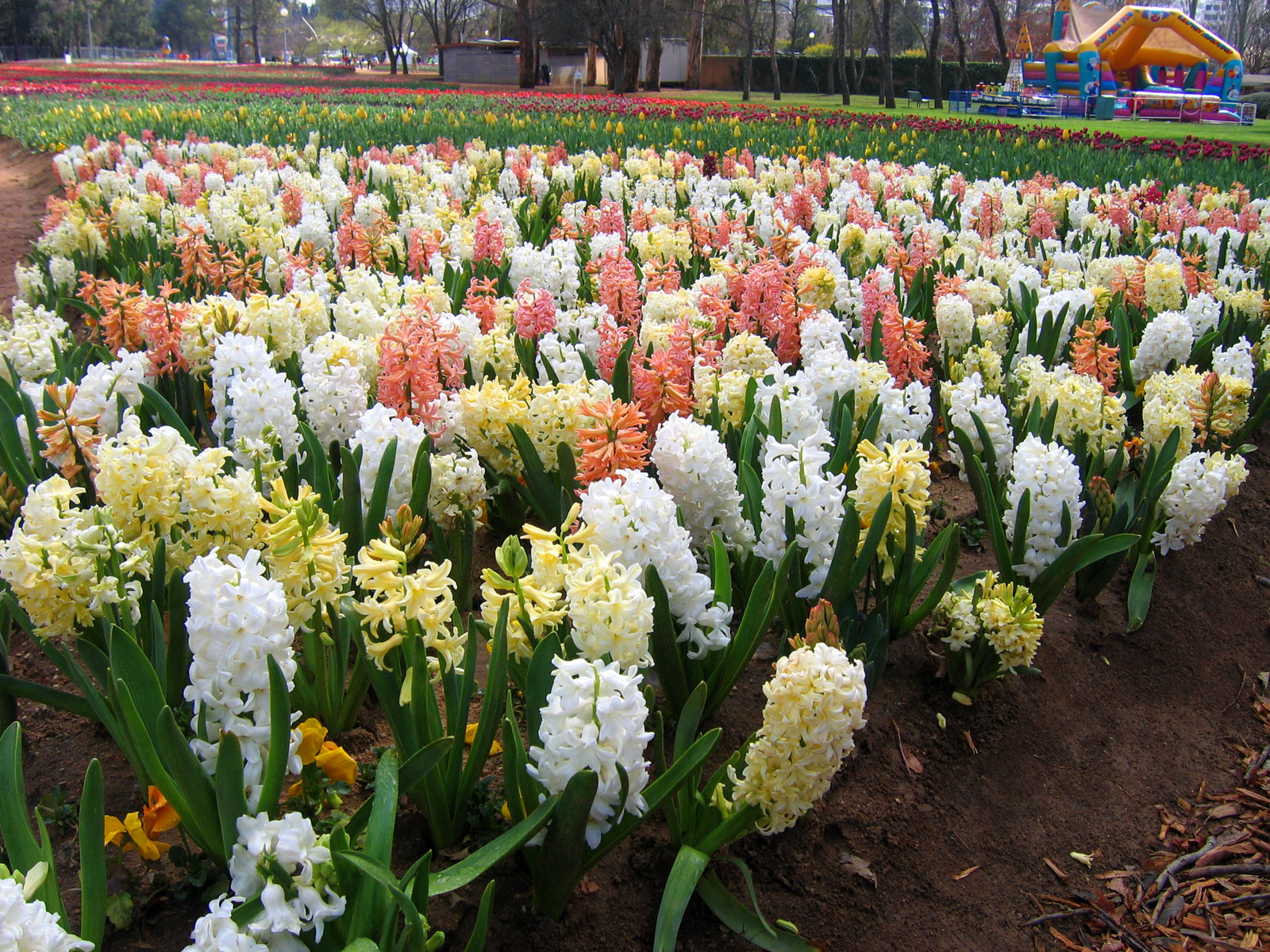
Una distesa di giacinti in fiore

### Avversità

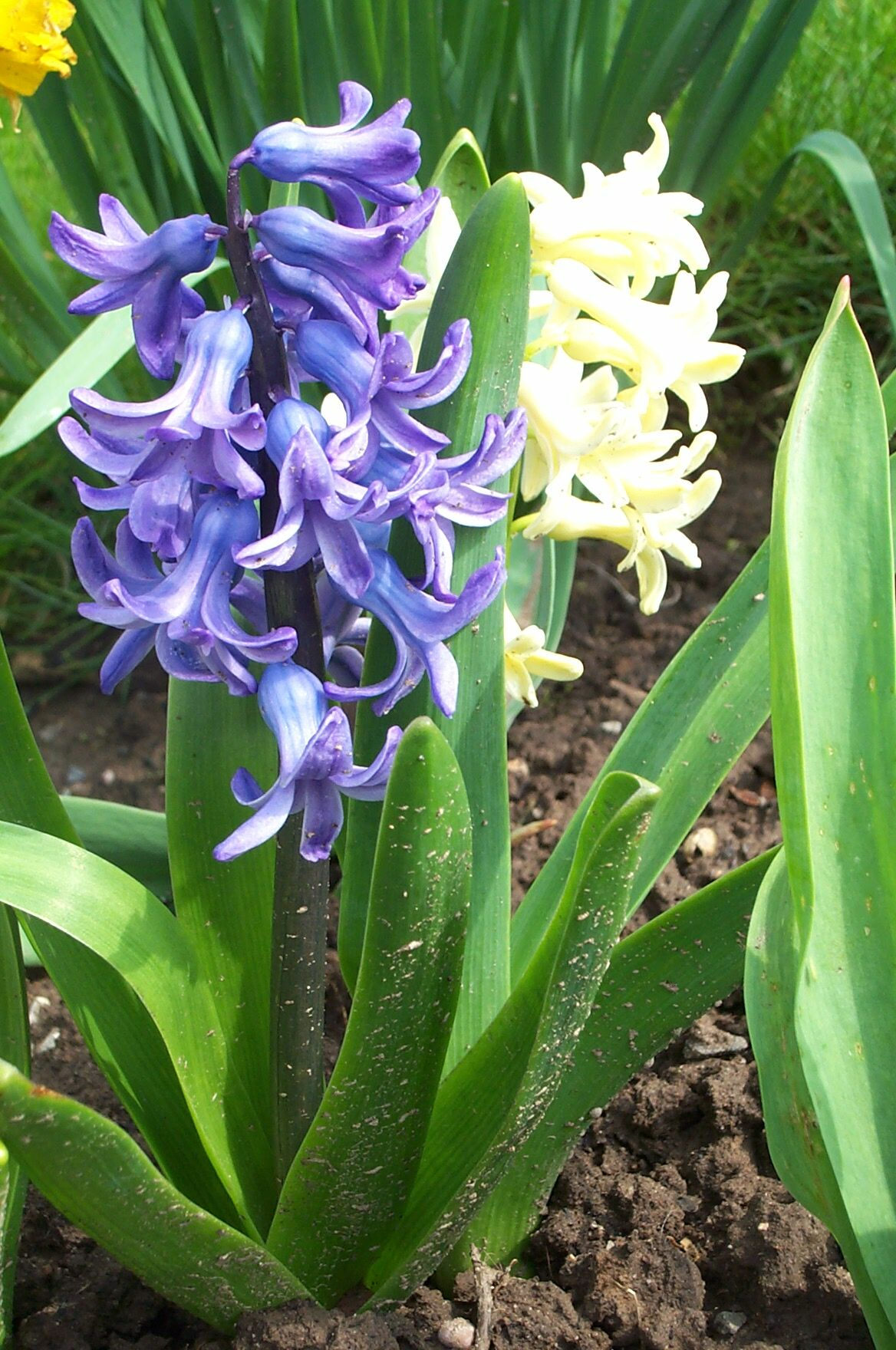
Infiorescenze di giacinto orientale

- Afide verde del pesco: adulti e larve dell'emittero Myzodes persicae Sulz. si sviluppano come ospiti secondari in primavera-estate, a spese delle parti epigee, in autunno-inverno torna come ospite primario su varie specie di Prunus
- Mosca dei bulbi: le larve del dittero  Eumerus strigatus Fall. penetrano nei bulbi divorandoli
- Anguillula dei bulbi e dello stelo: l'attacco del nematode  Ditylenchus dipsaci (Kühn) Goodey provocano fenomeni di rachitismo, contorsioni e alterazioni dello sviluppo dello stelo, distorsioni e raggrinzamenti fogliari, formazione di noduli a margini giallastri sulle foglie; all'interno dei bulbi causa piccole macchie brunastre, e sulle tuniche esterne strisce nerastre; causa frequentemente anche il marciume dei tessuti
- Funghi:
  - Marciume: l'attacco di  Botrytis hyacinthi Westerd. et van Beyma, favorito dal ristagno idrico, provoca sulle parti epigee e sul bulbo maculature grigiastre su cui possono evidenziarsi piccoli sclerozi nerastri
  - Nerume dei bulbi: le piante attaccate da  Sclerotinia bulborum (Wakker) Rehm, presentano ingiallimento e appassimento delle foglie, che seguono all'imbrunimento e marciume del bulbo, su cui si evidenziano sclerozi nerastri
- Batteri:
  - Giallume dei bulbi: l'attacco di Pseudomonas hyacinthi E. F. Smith, provoca macchie giallo-brunastre sulle foglie che disseccano rapidamente, causando inoltre il rammollimento e l'imputridimento del bulbo
  - Marciume putrido: l'attacco di  Bacterium carotovorum Jones, noto anche come Marciume molle dei bulbi causa nelle parti interne del bulbo, la disintegrazione dei tessuti che assumono un aspetto brunastro, con conseguente ingiallimento e morte delle parti epigee
  - Morbo bianco: i bulbi colpiti da  Bacillus hyacinthi-septicus Heinz, presentano decomposizione dei tessuti che si trasformano in una massa putrescente, con ingiallimento e disseccamento fogliare
- Fasciazione e distorsione: l'attacco virale provoca danni rilevanti sullo stelo florale, con infiorescenze gravemente compromesse.

## Usi
- Nei giardini per aiuole e bordi fioriti, o industrialmente per la produzione forzata di piante fiorite per decorare gli appartamenti nella stagione invernale.
- L'essenza di giacinto viene utilizzata in profumeria.